# Onthophagus gilli
Onthophagus gilli là một loài bọ cánh cứng trong họ Bọ hung (Scarabaeidae).